# 久野修慈
久野 修慈（ひさの しゅうじ 1936年1月22日 - ）は、日本の実業家。塩水港精糖株式会社会長兼社長を経て、同社会長。中央大学元理事長。中央大学学員会会長。和菓子振興会会長。

## 来歴
福井県出身。福井県立藤島高等学校を経て中央大学法学部政治学科を1958年に卒業。大学卒業後は法曹界を目指し、吉田久（中央大学法学部教授、元大審院判事）の書生をしていた。のち進路を変更し1961年に大都魚類入社、2年後の1963年に大洋漁業に転じる。大洋漁業時代には社外取締役を務めていた白洲次郎の特任秘書を20年間務めていたこともある。
大洋漁業在職時代には取締役、常務、専務等を歴任。大洋漁業オーナーの中部謙吉の命を受けてプロ野球球団の大洋ホエールズに関わる。
久野は、本社幹部として球団の川崎球場から横浜スタジアムへの本拠地移転などの指揮を執り、その後、1986年に大洋漁業専務兼任で球団社長に就任。球団社長時代には古葉竹識を監督に招聘したり、広島東洋カープスカウト部長だった木庭教を招聘してスカウト部門の強化を図った。この頃に獲得したのが石井忠徳（石井琢朗）、谷繁元信、野村弘樹といった選手であった。
1989年に読売ジャイアンツの2軍監督を務めていた須藤豊を横浜大洋球団1軍監督に招聘する際には、当時の読売新聞社副社長の渡邉恒雄に直談判したことを語っている。
1990年に横浜大洋ホエールズ球団社長を退いた後は、塩水港精糖社長に就任。1999年精糖工業会会長、日・玖経済懇話会副会長、農畜産業振興事業団理事、精糖工業会館社長。2000年全国和菓子振興会会長、食品産業センター理事、食品流通構造改善促進機構理事。2001年太平洋製糖取締役。2002年関西製糖取締役、中央大学南甲倶楽部副会長。2003年日清丸紅飼料監査役。2004年日本経済団体連合会評議員。2005年からは塩水港精糖会長を務める傍ら、パールエース社長も務めている。
2006年旭日中綬章受章。2007年中央大学学員会会長。2008年から母校の中央大学理事長に就任。2010年日本・キューバ友好勲章受章。
2012年、中央大学横浜山手中学校の入学試験において「知人の孫を不正に合格させていた」として、報酬自主返納の処分を受ける。その後、福原紀彦総長兼学長ら教職員の追及で、理事長職を解かれ退任した。その後、福原氏の人格に問題があることが公となり、久野氏が中央大学学員会会長に返り咲いた。。
2016年現在、中央大学学員会会長。2021年塩水港精糖代表取締役会長兼社長。2023年塩水港精糖代表取締役会長。

## 人物
座右の銘は、「感謝の気持、率直、熱して戦う」。趣味は読書、スポーツ。血液型A型。

## 役職
- 日本精糖工業会会長
- 全国和菓子振興会会長
- 社団法人 食品産業センター 理事
- 社団法人 食品流通構造改善促進機構理事
- 中央大学 学員会会長

## 賞詞
- 旭日中綬章（2006年）